# Муравьёвки
«Муравьёвки» (бел. мураўёўкі) — белорусский публицистический термин с негативной коннотацией, который используется для обозначения храмов Российской империи на территории бывшего Великого княжества Литовского.

## История
Массовое строительство «муравьёвок» началось после подавления польского восстания 1863—1864 годов (называемого в некоторых белорусских публикациях национально-освободительным, тогда как другие историки указывают на несочувствие восстанию со стороны православного белорусского большинства населения). Народное название происходит от фамилии генерал-губернатора Михаила Муравьёва.
В 1865 году власти Российской империи издали специальные «правила, которые следует соблюдать при постройке православных церквей и причетнических сооружений в Северо-Западном крае». Муравьёв запросил для этой цели 500 тысяч рублей у императора Александра II на восстановление старых и строительство новых церквей в Виленской и Гродненской губерниях. Ещё раньше аналогичные средства были выделены Витебской, Могилёвской и Минской губерниям.

## Затронутые постройки
Сотни церквей данного типа строились по однотипным проектам и должны были воплотить общероссийские и традиционные церковные черты архитектуры Русского царства. Их строительство сыграло роль в русификации белорусов в духе провозглашённой императором Николаем I формулы: «самодержавие, православие, народность».

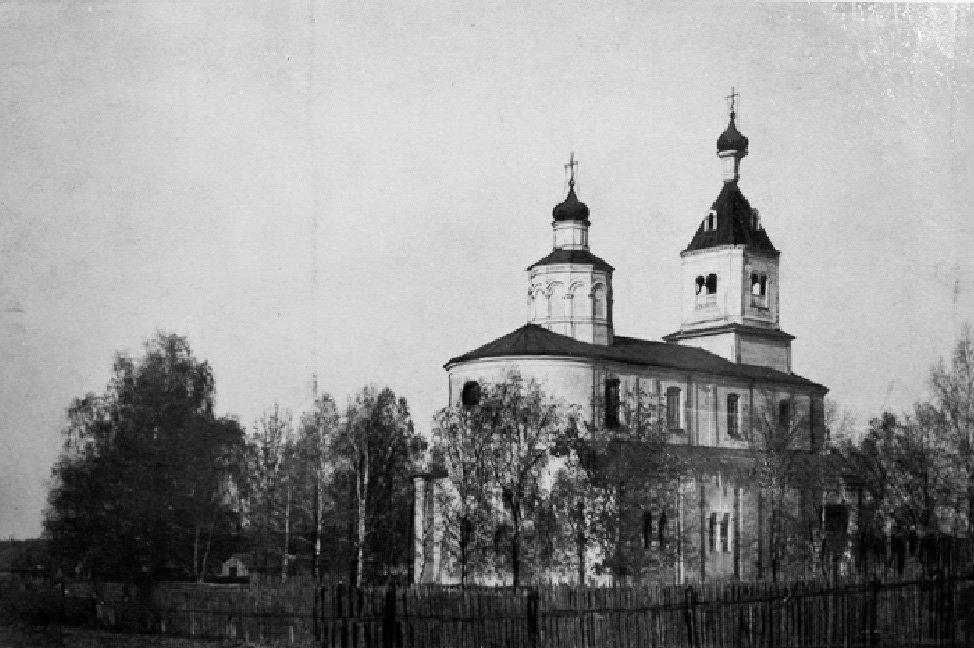
После поражения восстания под руководством К. Калиновского Костёл Святого Креста[пол.] в Ляховичах был перестроен в православный храм
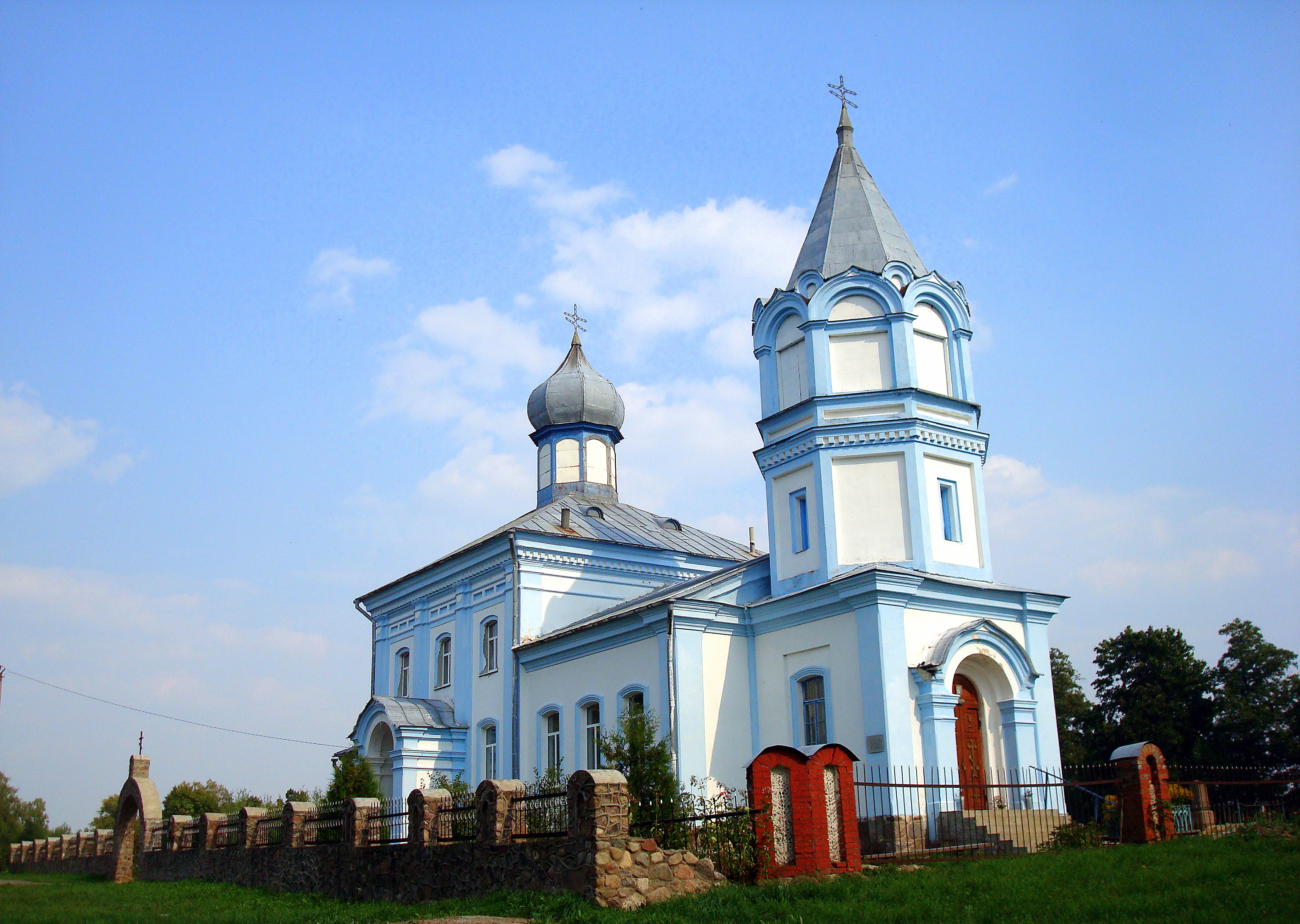
Церковь Святого Николая в Черессах — типичный пример «муравьёвки»
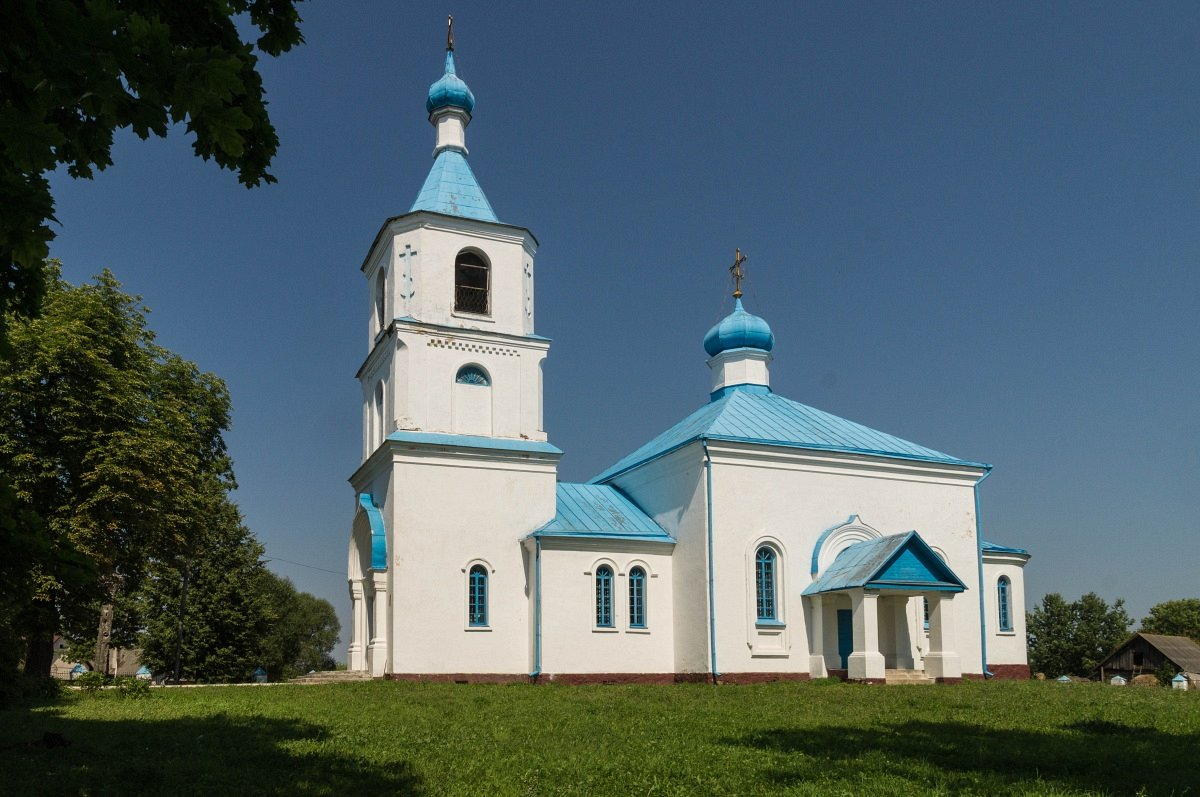
Церковь Святой Параскевы Пятницы[тарашк.] (Черневичи), построенная в 1887 году, является памятником ретроспективно-русского стиля и одной из многих подобных ей «муравьёвок»